# La pose enchantée
La pose enchantée was een schilderij van de Belgische schilder René Magritte. Hij schilderde het omstreeks 1927. Het doek laat een tweetal naakte vrouwen zien in zijn bekende surrealistische stijl. Het doek verdween echter van het wereldtoneel. Er was nog wel een zwart-witfoto in de catalogus van Magrittes oeuvre, maar algemeen werd aangenomen dat het schilderij verloren was gegaan.
Toen het Museum of Modern Art in New York voorbereidend onderzoek verrichtte voor een tentoonstelling in 2013 van Magrittes werk werd van een aantal van zijn werken röntgenfoto's gemaakt. Deze bestuderend kwam men erachter dat een deel van La pose enchantée zich achter Het portret bevond. Het originele schilderij bleek in meerdere stukken te zijn verdeeld, want hetzelfde museum vond ook een ander deel van het schilderij terug en wel achter Le modèle rouge. Verder onderzoek van de te exposeren schilderijen uit Magrittes periode van 1926-1938 leverde geen aanvullend resultaat op. In 2016 werd een derde deel ontdekt in Norwich onder "La Condition Humaine".
Voor wat betreft de reden van het overschilderen tast men in het duister. Een reden zou kunnen zijn dat de schilder ontevreden was over het werk; hij bevond zich in een periode van overgang van stijlen. Wellicht was een deel van het schilderij beschadigd, of misschien had Magritte een tekort aan canvas en sneed zijn eigen werk in stukken om het materiaal opnieuw te kunnen gebruiken. 